# Суматранский серау
Суматранский серау, или суматранский сероу, или обыкновенный сероу (лат. Capricornis sumatraensis) — парнокопытное млекопитающее из семейства полорогих, среднее по размерам между оленем и козой.

## Описание
Длина тела серау 120—180 см, длина хвоста 8—18 см, высота — 70—105 см, масса — 55—140 кг. Рога у самцов достигают 30 см, у самок они немного меньше. Внешне более всего напоминают плотного сложения домашнюю козу. Окраска бурая с различными оттенками до чёрной.

## Ареал и места обитания
Суматранский серау распространен на Малайском полуострове и острове Суматра. По всей территории ареала редок, а на ряде территорий вне охраняемых участков исчез вовсе. Акклиматизирован в Техасе, США.

## Образ жизни
Образ жизни такой же, как у его близкого родственника горала, но выше 2500—2700 м в горы не поднимается. Питается травой и побегами кустов. Взрослое животное занимает собственный участок площадью около 20 га.
Живёт в одиночку или небольшими группами. Продолжительность жизни 12—15 лет.

## Классификация
Суматранский серау считается монотипным видом, не образующим подвидов, однако он включает несколько форм с неопределённым систематическим статусом: sumatraensis (о. Суматра), swettenhami (Малайский полуостров) и robinsoni. В целом таксономия вида окончательно не определена, необходимы дальнейшие исследования.